# 布雷尼利斯
布雷尼利斯（法語：Brennilis，法語發音：[bʁɛnilis]）是法国菲尼斯泰尔省的一个市镇，位于该省中部偏东北，属于沙托兰区。

## 地理
布雷尼利斯（48°21'27"N, 3°51'5"W）面积18.69 平方千米，位于法国布列塔尼大區菲尼斯泰尔省，该省份为法国最西部的省份，位于布列塔尼半岛西部，北西南三面环大西洋，东临阿摩尔滨海省和莫尔比昂省。
与布雷尼利斯接壤的市镇（或旧市镇、城区）包括：博特默尔、布拉斯帕尔、拉弗耶、于埃尔戈阿特、洛凯夫雷特、普卢耶。

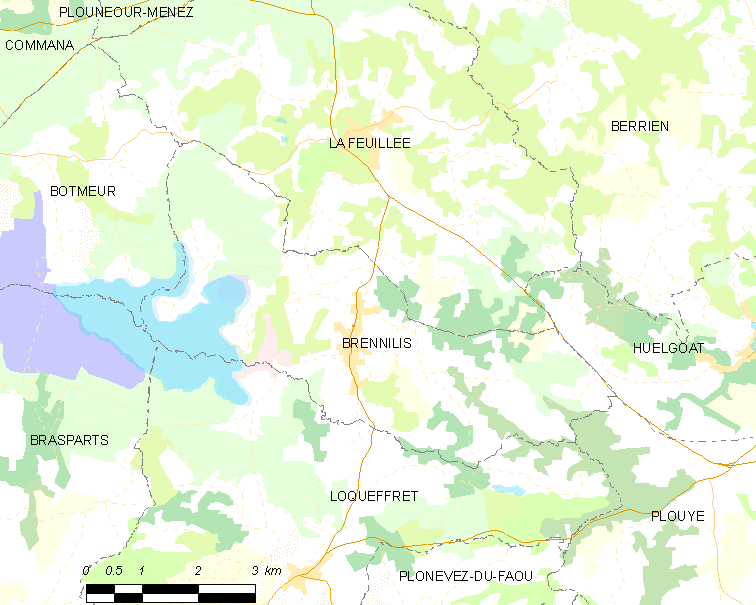
布雷尼利斯的OSM定位图

布雷尼利斯的时区为UTC+01:00、UTC+02:00（夏令时）。

## 行政
布雷尼利斯的邮政编码为29690，INSEE市镇编码为29018。

## 政治
布雷尼利斯所属的省级选区为卡赖普卢盖尔县。

## 人口

1962-2008年间布雷尼利斯人口变化图示

布雷尼利斯于2022年1月1日时的人口数量为447人。